# 1982
1982. је била проста година.

## Догађаји

### Фебруар
- 2. фебруар — Догодио се масакр у Хами, у Сирији.

### Март
- 19. март — Аргентинска војска се искрцала на острво Јужна Џорџија, што ће водити у Фолкландски рат са Уједињеним Краљевством.
- 29. март — Краљица Елизабета II је дала краљевски пристанак на Акт о Канади 1982, чиме су окончане све преостале зависности Канаде од Уједињеног Краљевства.

### Април
- 2. април — Аргентинске војне снаге искрцале су се на Фолкландска Острва, британску колонију у јужном Атлантику коју су чувала 84 британска маринца.
- 17. април — Краљица Елизабета II и премијер Канаде Пјер Трудо потписали су проглас о Уставном акту из 1982, чиме су формално престале колонијалне везе Канаде са Уједињеним Краљевством.
- 25. април — Последњи израелски војници напустили Синај, окончавши петнаестогодишњу окупацију тог египатског полуострва.

### Мај
- 2. мај — ХМС Конкерор је током Фолкландског рата потопио аргентинску лаку крстарицу Генерало Белграно, једини брод који је у борби потопила нуклеарна подморица.
- 15. мај — Петар Стамболић изабран за председника Председништва СФРЈ.
- 21. мај — Британске трупе се искрцале на острво Источни Фокланд током Фокландског рата.
- 24. мај — У Иранско-ирачком рату иранске трупе вратиле контролу над Корамшаром, који су Ирачани држали 20 месеци.

### Јун
- 6. јун — Израел почео инвазију Либана у настојању да истера припаднике Палестинске ослободилачке организације.
- 15. јун — Предајом аргентинских снага Британцима на Фокландским острвима окончан је Фокландски рат у којем је погинуло око 1000 људи.
- 17. јун — Председник Аргентине, генерал Леополдо Галтијери, поднео оставку после пораза аргентинске армије у Фокландском рату са Уједињеним Краљевством за Фокландска острва.
- 26. јун — У Београду почео са радом 12. конгрес СКЈ, први конгрес после Титове смрти.

### Август
- 12. август — Мексико је објавио да није у стању да плати свој велики страни дуг, што је изазвало дужничку кризу која се раширила широм Латинске Америке.

### Септембар
- 16. септембар — Либанска хришћанска милиција је започела тродневним масакр у палестинским избегличким логорима Сабра и Шатила у Бејруту у ком је убијено најмање 800 људи.

### Октобар
- 20. октобар — Трагедија на стадиону Лужњики.

### Децембар
- 2. децембар — Хирург Вилијам де Врис на клиници Универзитета Јуте у америчком граду Солт Лејк Ситију је применио прво вештачко срце од полиуретана.

## Рођења

### Јануар
- 1. јануар — Давид Налбандијан, аргентински тенисер[1]
- 4. јануар — Холи Стивенс, америчка порнографска глумица, модел и списатељица (прем. 2012)[2]
- 5. јануар — Јаница Костелић, хрватска алпска скијашица[3]
- 6. јануар — Гилберт Аринас, амерички кошаркаш[4]
- 6. јануар — Еди Редмејн, енглески глумац[5]
- 7. јануар — Лорен Кохан, америчко-британска глумица[6]
- 9. јануар — Кетрин, принцеза од Велса, супруга је Вилијама, принца од Велса.[7]
- 11. јануар — Урош Мирковић, српски кошаркаш[8]
- 12. јануар — Пол-Анри Матје, француски тенисер[9]
- 12. јануар — Немања Супић, босанскохерцеговачки фудбалски голман[10]
- 13. јануар — Рут Вилсон, енглеска глумица[11]
- 13. јануар — Гиљермо Корија, аргентински тенисер
- 14. јануар — Виктор Валдез, шпански фудбалски голман[12]
- 15. јануар — Бенџамин Агосто, амерички клизач[13]
- 15. јануар — Емина Јаховић, српска поп-фолк певачица[14]
- 17. јануар — Двејн Вејд, амерички кошаркаш[15]
- 21. јануар — Никола Маи, француски тенисер[16]
- 24. јануар — Клаудија Хајл, аустријска џудисткиња (прем. 2011)[17]
- 25. јануар — Никола Оташевић, српски кошаркаш и кошаркашки тренер
- 26. јануар — Бранко Радаковић српски редитељ, глумац, рок музичар и мултимедијални уметник (прем. 2018)[18]
- 28. јануар — Омар Кук, америчко-црногорски кошаркаш[19]
- 31. јануар — Елена Папаризу, грчка певачица[20]

### Фебруар
- 5. фебруар — Славиша Павловић, српски писац
- 6. фебруар — Бојан Ђорђић, шведски фудбалер српског порекла[21]
- 6. фебруар — Алис Ив, енглеска глумица[22]
- 7. фебруар — Микаел Пјетрус, француски кошаркаш[23]
- 11. фебруар — Натали Дормер, енглеска глумица[24]
- 11. фебруар — Кристијан Мађо, италијански фудбалер[25]
- 12. фебруар — Драган Станчић, српски фудбалер[26]
- 15. фебруар — Никола Мијаиловић, српски фудбалер[27]
- 16. фебруар — Милица Дабовић, српска кошаркашка репрезентативка
- 16. фебруар — Лупе Фијаско, амерички хип-хоп музичар
- 17. фебруар — Адријано Леите Рибеиро, бразилски фудбалер[28]
- 21. фебруар — Далма Бенедек, српска кајакашица мађарског порекла
- 22. фебруар — Џена Хејз, америчка порнографска глумица, режисерка и модел[29]
- 23. фебруар — Катерина Михалицина, украјинска књижевница и преводитељка[30]
- 25. фебруар — Лена Ковачевић, српска музичарка
- 25. фебруар — Флавија Пенета, италијанска тенисерка[31]
- 26. фебруар — Ли На, кинеска тенисерка[32]
- 27. фебруар — Маја Манџука, српска глумица[33]
- 27. фебруар — Омар Томас, амерички кошаркаш

### Март
- 2. март — Кевин Курањи, немачко-бразилски фудбалер[34]
- 3. март — Џесика Бил, америчка глумица[35]
- 3. март — Рафа Мартинез, шпански кошаркаш[36]
- 9. март — Мирјана Лучић, хрватска тенисерка[37]
- 11. март — Тора Берч, америчка глумица[38]
- 14. март — Капри Кавани, канадска порнографска глумица[39]
- 14. март — Благота Секулић, црногорски кошаркаш[40]
- 20. март — Томаш Кушчак, пољски фудбалер[41]
- 26. март — Христина Поповић, српска глумица[42]
- 30. март — Филип Мексес, француски фудбалер[43]
- 31. март — Сергеј Лишчук, украјински кошаркаш[44]

### Април
- 2. април — Марко Амелија, италијански фудбалер и фудбалски тренер[45]
- 2. април — Давид Ферер, шпански тенисер[46]
- 3. април — Софија Бутела, француско-алжирска глумица, модел и плесачица[47]
- 3. април — Коби Смалдерс, канадска глумица и модел[48]
- 5. април — Хејли Атвел, енглеска глумица[49]
- 5. април — Лејси Дувал, америчка порнографска глумица[50]
- 13. април — Јелена Николић, српска одбојкашица[51]
- 15. април — Сет Роген, канадски глумац и певач[52]
- 16. април — Борис Дијао, француски кошаркаш[53]
- 16. април — Џина Карано, америчка глумица, фитнес модел и такмичарка у мешовитим борилачким вештинама[54]
- 20. април — Јанис Блумс, летонски кошаркаш[55]
- 22. април — Кака, бразилски фудбалер[56]
- 24. април — Кели Кларксон, америчка музичарка[57]
- 24. април — Бојан Миладиновић, српски фудбалер[58]
- 28. април — Милутин Алексић, српски кошаркаш[59]
- 28. април — Крис Кејман, немачко-амерички кошаркаш
- 29. април — Марија Каран, српска глумица[60]
- 30. април — Кирстен Данст, америчка глумица[61]

### Мај
- 1. мај — Џејми Дорнан, северноирски глумац, модел и музичар[62]
- 1. мај — Томи Робредо, шпански тенисер[63]
- 1. мај — Даријо Срна, хрватски фудбалер[64]
- 3. мај — Ребека Хол, енглеска глумица[65]
- 6. мај — Миљан Мрдаковић, српски фудбалер (прем. 2020)[66]
- 11. мај — Кори Монтит, канадски глумац и певач (прем. 2013)[67]
- 15. мај — Сегундо Кастиљо, еквадорски фудбалер[68]
- 15. мај — Џесика Сута, америчка певачица, плесачица и глумица[69]
- 16. мај — Лукаш Кубот, пољски тенисер[70]
- 17. мај — Тони Паркер, француски кошаркаш[71]
- 20. мај — Петр Чех, чешки фудбалер[72]
- 26. мај — Моник Александер, америчка порнографска глумица и модел[73]

### Јун
- 1. јун — Жистин Енен, белгијска тенисерка[74]
- 3. јун — Јелена Исинбајева, руска атлетичарка (скок мотком)[75]
- 4. јун — Драгана Томашевић, српска атлетичарка (бацање диска)[76]
- 5. јун — Звјездан Мисимовић, босанскохерцеговачки фудбалер[77]
- 7. јун — Вукашин Мандић, српски кошаркаш[78]
- 8. јун — Нађа Петрова, руска тенисерка[79]
- 15. јун — Душан Анђелковић, српски фудбалер[80]
- 21. јун — Вилијам, принц од Велса, престолонаследник Уједињеног Краљевства од 2022.
- 22. јун — Хамад ел Монташари, фудбалер Саудијске Арабије[81]
- 24. јун — Наташа Душев-Јанић, мађарска кајакашица[82]
- 25. јун — Михаил Јужни, руски тенисер[83]
- 29. јун — Лили Рејб, америчка глумица[84]
- 30. јун — Лизи Каплан, америчка глумица[85]

### Јул
- 1. јул — Хилари Бартон, америчка глумица[86]
- 4. јул — Хана Харпер, енглеска порнографска глумица и редитељка[87]
- 5. јул — Алберто Ђилардино, италијански фудбалер и фудбалски тренер
- 5. јул — Бено Удрих, словеначки кошаркаш[88]
- 8. јул — Софија Буш, америчка глумица[89]
- 8. јул — Хаким Ворик, амерички кошаркаш[90]
- 10. јул — Хектор Паез, колумбијски бициклиста[91]
- 15. јул — Јован Копривица, српски кошаркаш[92]
- 18. јул — Пријанка Чопра, индијска глумица, певачица и модел, Мис света (2000)[93]
- 19. јул — Џаред Падалеки, амерички глумац[94]
- 23. јул — Пол Весли, амерички глумац, редитељ и продуцент
- 24. јул — Елизабет Мос, америчка глумица[95]
- 24. јул — Ана Паквин, новозеландско-канадска глумица[96]
- 25. јул — Марко Бркић, српски кошаркаш[97]
- 25. јул — Бред Ренфро, амерички глумац (прем. 2008)[98]
- 29. јул — Перо Антић, македонски кошаркаш[99]
- 29. јул — Алисон Мак, америчка глумица[100]
- 29. јул — Катарина Марковић, српска глумица[101]
- 31. јул — Марк Лопез, шпански тенисер[102]

### Август
- 3. август — Виктор Хрјапа, руски кошаркаш
- 6. август — Кевин Ван Дер Перен, белгијски клизач
- 7. август — Аби Корниш, аустралијска глумица[103]
- 7. август — Василис Спанулис, грчки кошаркаш
- 13. август — Себастијан Стен, румунско-амерички глумац[104]
- 16. август — Кам Жиганде, амерички глумац[105]
- 20. август — Никола Лепојевић, српски кошаркаш[106]
- 22. август — Живко Гоцић, српски ватерполиста[107]
- 24. август — Жозе Босингва, португалски фудбалер[108]
- 28. август — Тијаго Мота, италијанско-бразилски фудбалер и фудбалски тренер[109]
- 29. август — Карлос Делфино, аргентински кошаркаш[110]
- 29. август — Предраг Сикимић, српски фудбалер[111]
- 30. август — Енди Родик, амерички тенисер
- 31. август — Пепе Рејна, шпански фудбалски голман[112]

### Септембар
- 12. септембар — Зоран Планинић, хрватски кошаркаш[113]
- 12. септембар — Вања Удовичић, српски ватерполиста и политичар
- 13. септембар — Миха Зупан, словеначки кошаркаш[114]
- 13. септембар — Нене, бразилски кошаркаш[115]
- 19. септембар — Едуардо дос Реис Карваљо, португалски фудбалер[116]
- 22. септембар — Александра Јерков, српска политичарка
- 22. септембар — Били Пајпер, енглеска глумица и музичарка[117]
- 23. септембар — Шајла Стајлз, канадска порнографска глумица (прем. 2017)[118]
- 27. септембар — Лил Вејн, амерички хип хоп музичар[119]
- 28. септембар — Андерсон Варежао, бразилски кошаркаш
- 28. септембар — Емека Окафор, амерички кошаркаш[120]
- 29. септембар — Милош Милојевић, српски фудбалер и фудбалски тренер[121]

### Октобар
- 2. октобар — Тајсон Чандлер, амерички кошаркаш[122]
- 6. октобар — Александар Ћапин, словеначки кошаркаш[123]
- 7. октобар — Џермејн Дефо, енглески фудбалер[124]
- 7. октобар — Роби Џинепри, амерички тенисер[125]
- 10. октобар — Јасер ел Катани, фудбалер Саудијске Арабије[126]
- 10. октобар — Ден Стивенс, енглески глумац[127]
- 13. октобар — Ијан Торп, аустралијски пливач[128]
- 16. октобар — Алан Андерсон, амерички кошаркаш[129]
- 16. октобар — Ентони Мајлс, амерички кошаркаш
- 20. октобар — Хосе Акасусо, аргентински тенисер[130]
- 20. октобар — Ана Михајловски, српска ТВ водитељка[131]
- 20. октобар — Лоренс Робертс, амерички кошаркаш
- 21. октобар — Џејмс Вајт, амерички кошаркаш
- 23. октобар — Александар Луковић, српски фудбалер[132]
- 28. октобар — Чедомир Витковац, српски кошаркаш[133]
- 28. октобар — Мет Смит, енглески глумац[134]
- 29. октобар — Ахмед ел Шара, сиријски револуционар, војсковођа и политичар
- 30. октобар — Клеманс Поези, француска глумица и модел[135]

### Новембар
- 2. новембар — Предраг Прокић, српски бициклиста
- 3. новембар — Борис Пашански, српски тенисер[136]
- 12. новембар — Ен Хатавеј, америчка глумица и певачица[137]
- 16. новембар — Амаре Стодемајер, амерички кошаркаш
- 20. новембар — Јована Николић, српска певачица
- 23. новембар — Асафа Пауел, јамајкански атлетичар (спринтер)[138]
- 27. новембар — Александар Кержаков, руски фудбалер и фудбалски тренер[139]
- 28. новембар — Леандро Барбоса, бразилски кошаркаш[140]
- 30. новембар — Елиша Катберт, канадска глумица и модел[141]

### Децембар
- 3. децембар — Микаел Есјен, гански фудбалер[142]
- 4. децембар — Невена Аџемовић, српски модел, певачица и политичарка
- 5. децембар — Марија Омаљев Грбић, хрватска глумица
- 5. децембар — Кери Хилсон, америчка музичарка и глумица[143]
- 6. децембар — Алберто Контадор, шпански бициклиста[144]
- 8. децембар — Ники Минаж, америчка хип хоп музичарка, глумица и модел[145]
- 9. децембар — Тамила Абасова, руска бициклисткиња[146]
- 12. децембар — Дмитриј Турсунов, руски тенисер[147]
- 15. децембар — Чарли Кокс, енглески глумац[148]
- 15. децембар — Милош Михајлов, српски фудбалер[149]
- 17. децембар — Стефан Лазме, габонски кошаркаш[150]
- 23. децембар — Беатрис Луенго, шпанска глумица, певачица и плесачица[151]
- 25. децембар — Владимир Ђорђевић, српски фудбалер[152]
- 26. децембар — Дејвид Логан, америчко-пољски кошаркаш
- 29. децембар — Марко Баша, црногорски фудбалер[153]
- 29. децембар — Алисон Бри, америчка глумица, продуценткиња и сценаристкиња[154]
- 30. децембар — Кристин Крук, канадска глумица и продуценткиња[155]

## Смрти

### Јануар
- 2. јануар — Виктор Фонтан, француски бициклиста (*1892)
- 25. јануар — Михаил Суслов, совјетски политичар

### Март
- 29. март — Карл Орф, немачки композитор (*1895)

### Април
- 11. април — Александар М. Леко, српски хемичар (*1890)

### Мај
- 2. мај — Василиј Чујков, маршал Совјетског Савеза
- 17. мај — Јован Мариновић, црногорски и југословенски револуционар (*1908)

### Јул
- 11. јул — Меша Селимовић, српски и југословенски књижевник (*1910)[156]

### Август
- 12. август — Хенри Фонда, амерички глумац (*1905)[157]
- 21. август — Мирко Рачки, хрватски сликар (*1879)
- 29. август — Ингрид Бергман, америчка глумица (*1915)[158]

### Септембар
- 11. септембар — Јован Миладиновић, југословенски фудбалер (*1939)[159]
- 14. септембар — Грејс Кели, принцеза од Монака и америчка глумица (*1929)[160]
- 21. септембар — Иван Баграмјан, маршал Совјетског Савеза

### Октобар
- 16. октобар — Јаков Готовац, хрватски композитор (*1895)

## Нобелове награде
- Физика — Кенет Г. Вилсон
- Хемија — Арон Клуг
- Медицина — Сун Бергстром, Бенгт И. Самуелсон и Џон Р. Вејн
- Књижевност — Габријел Гарсија Маркес
- Мир — Алва Мирдал (Шведска) и Алфонсо Гарсија Роблес (Мексико)
- Економија — Џорџ Стиглер (САД)